# Plopu
Plopu es una comuna ubicada en el distrito de Prahova, Rumania.

## Superficie
Posee una superficie de 45,37 kilómetros cuadrados.

## Demografía
Hasta 2021 la población era de 2390 habitantes, con una densidad de población de 52,68 habitantes por kilómetro cuadrado.